# Mesosemia misipsa
Mesosemia misipsa is een vlindersoort uit de familie van de prachtvlinders (Riodinidae), onderfamilie Riodininae.
Mesosemia misipsa werd in 1859 beschreven door Hewitson.